# Історія Золотоноші
Основна стаття: Золотоноша

## 16 століття
Перша писемна згадка про Золотоношу припадає на 1576 рік. У своїй духівниці, складеній того року, волинський воєвода князь Богуш Корецький згадує «Золотоношу, яку звуть Глинщина, у воєводстві Київському розташовану» (в Архив ЮЗР, ч.1, т.1, с.108 - але там це документ 1579-го року). У цьому документі колишнім власником осади названо князя Богдана Глинського (якщо це "Глинница", яку ще за Вітовта отримав перший Глинський, то поселення це ще з кінця XIV ст.). Не виключено, що осада й річка з назвою «Золотоноша» існували ще за Київської Русі. І за формою, і за змістом це типовий топонім великокнязівської доби.

## 17 століття
Розташована на майже неприступному острові поряд з давнім торговельним шляхом — Царгородською дорогою, осада мала зручне оборонне і вигідне географічне положення, що сприяло її швидкому розвиткові. Уже 1616 року Золотоноша згадується як місто, обнесене валом, у якому щотижня відбувалися торги і щороку ярмарки, а на карті французького інженера Боплана (40-ві роки XVII століття) — як укріплене місто. З 1625 року створено Золотоніську козацьку сотню у складі Черкаського полку.
На вимогу городян власник Золотоноші у 1627 році звільнив їх від гужової повинності та шарварків (за винятком королівського побору та оборони міста) і надав міщанам право створити ремісниче братство в складі шевського, кравецького та кушнірського цехів, яке проіснувало близько 225 років.
У 1635 р. надане магдебурзьке право. Ймовірно, що з того часу вживався і герб: щит, на якому в пурпуровому полі зображений був великий золотий розширений хрест з сяйвом.
1640 року Золотоноша стала власністю князя Яреми Вишневецького.
1647 року тут налічувалося 273 господарства, або приблизно 1700 осіб населення. Від 1648 року Золотоноша — центр сотні як адміністративно-територіальної одиниці. 1649 року сотня налічувала 168 чоловік. Очолював її О.Заєць.
1666 року Золотоноша — центр Переяславського повстання. Маючи фортецю (на території нинішньої загальноосвітньої школи І-ІІІ ступенів № 3) й оточена зусюдибіч водою, Золотоноша вважалася неприступною. Урядовим військам не вдалося здобути її.
1690 року золотоніським городовим отаманом був Трохим Семенович Надточій. Він же був золотоніським сотником (1690, н., 1707, н., 1710-1712)...

## 18 століття
Золотоніська козацька сотня брала участь у бою зі Шведами під Ерестфером і в Полтавській битві 1709 року.
За матеріалами генерального опису Лівобережної України 1765 — 1769 років у Золотоноші мешкали 109 виборних козаків, 143 підпомічники, 26 помічників, 57 різночинців і 340 селян. Більшість посполитих займалась рільництвом у поєднанні з ремеслами та промислами.
У зв'язку з ліквідацією козацького устрою в Україні, 1781 року Золотоноша, до того містечко, стала містом, центром повіту Київського намісництва, 1796 року — Малоросійської, а 1802 року — Полтавської губернії.

## 19 століття
1803 року в місті проживало понад 4,5 тисячі мешканців (99 чиновників, 205 дворян, 122 військовослужбовці у відставці, 105 купців, 1841 міщанин, 1358 козаків, 195 казенних і 600 поміщицьких селян.
Козаки і селяни Золотоноші билися з французькими загарбниками під час Вітчизняної війни 1812 року. У місті формувалося селянське ополчення Золотоніського повіту, у Кропивні — козацьке.
1848 року в місті спалахнула епідемія холери. З 114 жителів, що захворіли — 40 померли.
За даними на 1859 рік у місті мешкало 6312 осіб (3236 чоловічої статі та 3076 — жіночої), налічувалось 724 дворових господарств, існували 9 православних церков, єврейська синагога та молитовна школа, лікарня, поштова станція, відбувалось 5 ярмарків на рік та базари.
1885 року тут було 433 селянські господарства, в яких проживало 2248 чоловік.
В 1896 році у місті споруджено лікеро-горілчаний завод.
1897 року через Золотоношу прокладено вузькоколійну залізничну лінію Бахмач — Красне, 1912 року — ширококолійну Бахмач — Одеса.

## 20 століття
На початку XX ст. Золотоноша — дрібний промисловий і помітний торговельний осередок.
1913 року тут працювали чавуноливарний завод, відкритий 1911 року, цегельня «Вулкан» (з
1911 року), броварня (з 1903 року), оцтовий і миловарний заводи, завод газових і фруктових
вод, 2 парових та 2 простих млини, 2 олійниці, 3 крупорушки тощо. Відбувалося 6 щотижневих
ярмарок і 3 щотижневі базари.
1820 року в Золотоноші відкрито повітову школу, 1871 року — дівчачу прогімназію (від 1904 року-гімназія), 1898 року — нижчу сільськогосподарську школу, 1906 року — хлоп'ячу пропгімназію (від 1910 року — гімназія), 1897 року — театр,1911 р. — засновано чавуно-ливарний завод (нині машинобудівний);
1910 року в місті мешкало 13800 чоловік.
15 лютого 1920 року під час Зимового походу Кінний полк Чорних Запорожців Армії УНР на короткий час здобув східну частину Золотоноші. У місті стояла 60-та стрілецька дивізія комуно-московських окупаційних військ. У бою з ними полк втратив 4-х козаків, 3-х було поранено. Ворог втратив до 100 осіб. Не змігши здобути всього міста, полк відступив до села Деньги .
Від 1920 року Золотоноша — повітове місто Кременчуцької губернії, від 1922 року — Полтавської, 1923 року створено Золотоніський район у складі Золотоніської округи, від 1925 року — Черкаської, від 1927 року — Шевченківської округи, ліквідованої 1930 року. Від 1932 року Золотоноша — районний центр Київської, а від 1937 року — Полтавської області.
За роки довоєнної п'ятирічки в місті створено нову промисловість:
- 1930 р. — інкубаторну станцію;
- 1931 р. — коноплезавод, чинбарню, кромалопатоковий завод;
- 1933 р. — деревообробну артіль «Перемога»;
- 1934 р. — м'ятний завод;
- 1938 р. — харчокомбінат та інші підприємства.

Від 19 вересня 1941 року до 22 вересня 1943 року Золотоноша перебувала в німецькій окупації, будучи з 1 вересня 1942 р. і до визволення адміністративним центром Золотоніського ґебіту. У місцевому концентраційному таборі ворог знищив 12570 осіб. У лютому 1942 року виникла Золотоніська антинацистська організація, керована М. І. Савраном, М. О. Соловйовим та Г. Н. Ніколаєвим. 22 вересня 1943 року, до 10:30, після короткого, але запеклого бою 8-ї гвардійської механізованої бригади зі складу 3-го гвардійського Сталінградського механізованого корпусу 47-ї армії Воронезького фронту місто було звільнене від нацистів (ЦАМО, ф. 3428, о. 1, спр. 13, арк. 1). Понад 2000 золотонісців брало участь у Другій світовій війні, близько 1000 з них — загинуло, понад тисячу нагороджено орденами і медалями.

## Діяльність ОУН в Золотоноші
В Золотоноші членом ОУН Буткевичем і місцевим вчителем Глижинським (колишній осавул армії УНР) на початку грудня 1941 року було організовано Українську козацьку сотню. Агітація до вступу проводилась під гаслом творення української армії, що боротиметься за Самостійну Україну. Козаками ставали чоловіки і молодь Золотоніського району, які не були членами партії. На кінець грудня сотня нараховувала близько 90 вояків, розбитих на 3 чоти (взводи) і озброєних залишеною радянською зброєю, форма була теж радянською. Єдиною ознакою приналежності до сотні стали синьо-жовті пов’язки на лівому рукаві.
20 грудня 1941 року в місті було створено німецьку ортскомендатуру, прибув також взвод фельджандармерії. Перше, що зробили окупанти, був арешт сотника Буткевича (за портрет Бандери в канцелярії сотні) і заборона козакам носити синьо-жовті пов’язки. Загін перейменували в «допоміжну вартову сотню» (Hilfswachkompanie), новим командиром став Глижинський. Козаки почали охороняти створений поблизу Золотоноші невеликий табір військовополонених.
В березні 1942 року новий командир провів урочисту посвяту синьо-жовтого прапора сотні, під яким козаки склали присягу на вірність Україні. Реакція нацистів не забарилась — в квітні 1942 року сотник Глижинський і ще двоє старшин були заарештовані за націоналістичну агітацію, а більшість козаків сотні (дві чоти) відправлені до діючої армії на Кавказ.
Сотня була створена членом ОУН(Б) без участі жодних німецьких чинників, тобто фактора тиску з боку окупантів в даному випадку не було. Присягу козаки складали під синьо-жовтим прапором на вірність Україні. Основна маса добровольців (21 особа) це чоловіки віком від 25 до 40 років, 10 козаків – молодь віком від 15 до 25 років. З загального числа, двоє – учасники Визвольних Змагань 1917-22 рр., п’ятеро – з сімей розкуркулених чи репресованих, один повернувся з заслання, а ще один вісімнадцятирічний юнак був засуджений за хуліганство. Восьмеро козаків – колишні вояки ЧА (5 офіцерів, старшина, фельдшер і 2 рядових), з них 7 відпущені з німецьких таборів, і 1 дезертир. Троє перейшли в сотню з допоміжної поліції. Двоє добровольців – колишні вчителі місцевої школи, один – колишній голова райради Осоавіахім’у, ще один – студент 4 курсу Київського університету. Всі козаки – українці, жодного комуніста, комсомольця чи працівника НКВД серед них виявлено не було.
Таким чином, близько третини  групи складають дорослі люди з певним життєвим досвідом, налаштовані відверто антибільшовицьки. Ще восьмеро козаків займали більш-менш вагомі посади в радянській армії та громадських установах, що не завадило їм відразу ж вступити до українського формування. Вони, як і решта, зробили це не маючи особистих рахунків з попереднім режимом, і не отримуючи жодних соціальних чи матеріальних переваг, а навпаки, наражаючись на утиски як з боку нацистського, так і радянського режиму. Зрештою, п’ятеро керівників сотні були по черзі розстріляні німцями за націоналізм протягом грудня 1941 – квітня 1942 рр., половина, щоб уникнути переслідувань, відгукнулись на пропозицію відправки на фронт, а ті, що залишились, були влиті в складі роти до німецького охоронного батальйону.
Від 1954 року Золотоноша  — районний центр Черкаської області.
В грудні 1992 року Золотоноша отримала статус міста обласного підпорядкування.